# (2491) Tuastri
(2491) Tuastri es un asteroide perteneciente al cinturón interior de asteroides descubierto por William Sebok desde el observatorio del Monte Palomar, Estados Unidos, el 15 de febrero de 1977.

## Designación y nombre
Tuastri se designó inicialmente como 1977 CB.
Más tarde, en 1993, fue nombrado así en referencia a Tuastri, un dios de la mitología india.

## Características orbitales
Tuastri orbita a una distancia media del Sol de 1,878 ua, pudiendo alejarse hasta 1,979 ua y acercarse hasta 1,776 ua. Tiene una inclinación orbital de 22,87 grados y una excentricidad de 0,05428. Emplea 939,7 días en completar una órbita alrededor del Sol.
Tuastri forma parte del grupo asteroidal de Hungaria.

## Características físicas
La magnitud absoluta de Tuastri es 13,68 y el periodo de rotación de 4,157 horas. Está asignado al tipo espectral X de la clasificación Tholen.